# Campanha dácia de Trajano
As Campanhas dácias de Trajano (101-102 e 105-106 d.C) foram duas guerras militares travadas entre o Império Romano e Dácia, durante o reinado do imperador Trajano. Os conflitos foram provocados pela constante ameaça dácia ao Império e também pela necessidade crescente de recursos para a economia romana.
Tibério Cláudio Máximo foi o soldado romano que presenteou o imperador Trajano a cabeça de Decébalo, o rei Dácio derrotado, em 107.

## Principais batalhas
As principais batalhas das Guerras Dácias tiveram vitória romana, entre elas:
- Segunda Batalha de Tapas (101 d.C.)
- Batalha de Adamclisi (101 a 102 d.C.)
- Cerco de Monte Orastie (102 d.C.)
- Cerco de Sarmizegetusa (106 d.C.)
- Batalha de Porolisso (106 d.C.)